# Silk Road Gallery
 (avril 2019).
Si vous disposez d'ouvrages ou d'articles de référence ou si vous connaissez des sites web de qualité traitant du thème abordé ici, merci de compléter l'article en donnant les références utiles à sa vérifiabilité et en les liant à la section « Notes et références ».
La Silk Road Gallery a été fondée à Téhéran en 2001 par l’Iranienne Anahita Ghabaian Etehadieh. C’est la première galerie consacrée à la photographie contemporaine en Iran.

## Histoire
Lorsqu’elle fonde la galerie, très peu de personnes cherchent à exposer des artistes iraniens contemporains. Le but de cette galerie est d’exposer des photographies d’artistes iraniens qui exposent leur vision personnelle de l’Iran actuel. La première exposition de la galerie, qui s’est révélée être un succès, mettait en avant les œuvres du cinéaste Abbas Kiarostami. « À la Silk Road nous choisissons de montrer des photographes différents et éclectiques : pour nous la photo artistique est un medium direct qui parle au spectateur de l’intimité « sociétale » iranienne. » explique Anahita Ghabaian Etehadieh qui gère la galerie. La volonté de la galerie est donc d’exposer le quotidien de la société iranienne actuelle qui se situe, selon elle, entre tradition et modernité. Si beaucoup de sujets sont tabous en Iran, les photographies permettent de révéler avec subtilité la réalité de la vie iranienne quotidienne.

### Anahita Ghabaian Etehadieh
Née en 1962 à Téhéran, Anahita Ghabaian Etehadieh est détentrice d’un doctorat en histoire ainsi qu’un master en application informatique en gestion sociale et économique. Elle parle anglais, français et persan. Elle sort en 2011 le premier livre sur la photographie iranienne : La Photographie iranienne, un regard sur la création contemporaine en Iran. En 2009 elle a été la directrice artistique de Photoquai au musée du Quai Branly à Paris qui présentait des photographies iraniennes.

## La Silk Road Gallery à l'international
La Silk Road Gallery participe en effet à des évènements à l’international et permet ainsi de diffuser la photographie iranienne à travers le monde.
Le livre inspiré par les expositions à la galerie est sorti en France et non en Iran, notamment à cause du fait que certaines photographies ne sont pas aptes à être facilement exposées ou diffusées en Iran. Des photos trop suggestives de femmes ou des images engagées à propos de la guerre ne sont pas tolérées.